# Катехізис

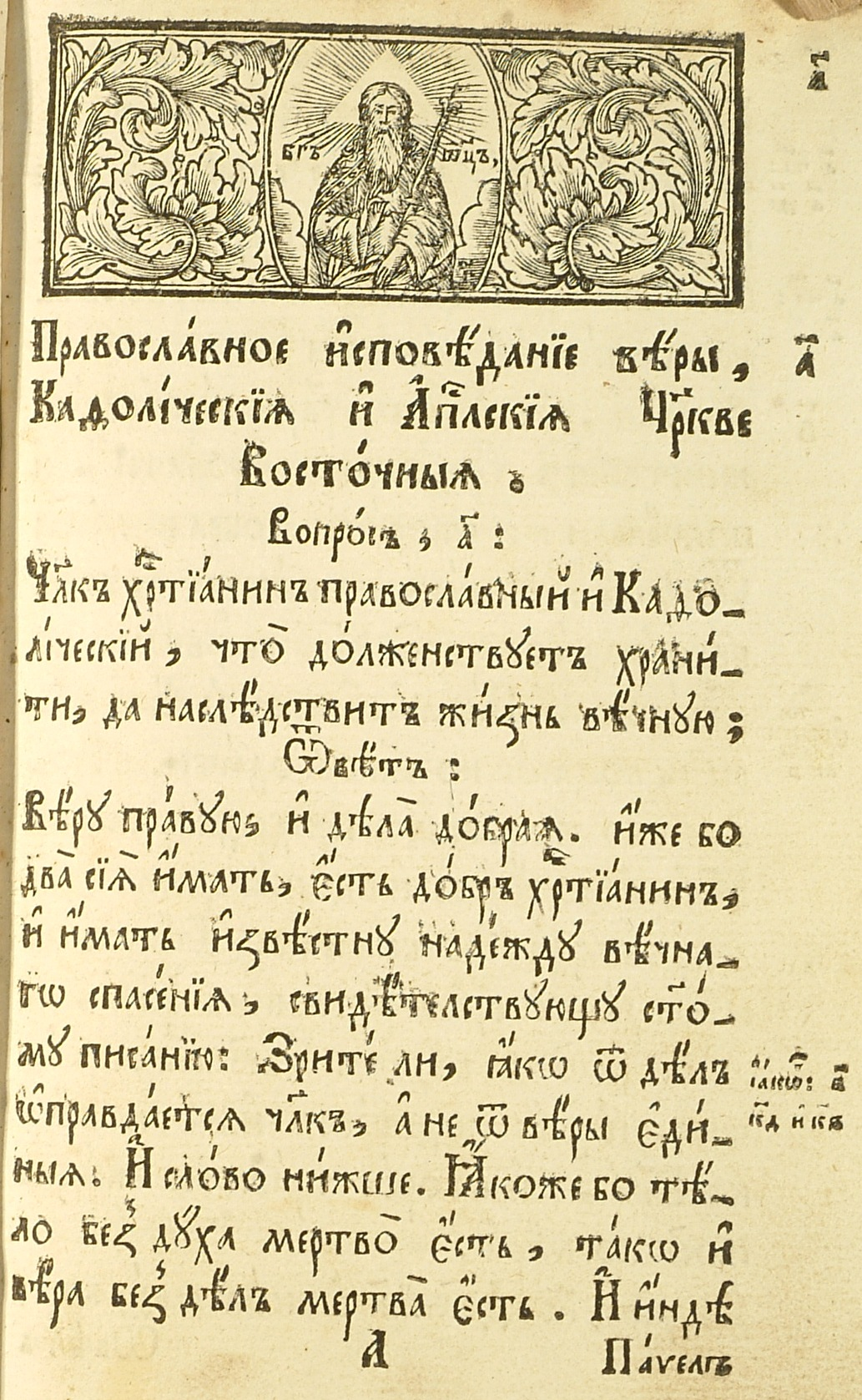
«Православне сповідання віри» Петра Могили (1640) — перший загальноправославний катехізис

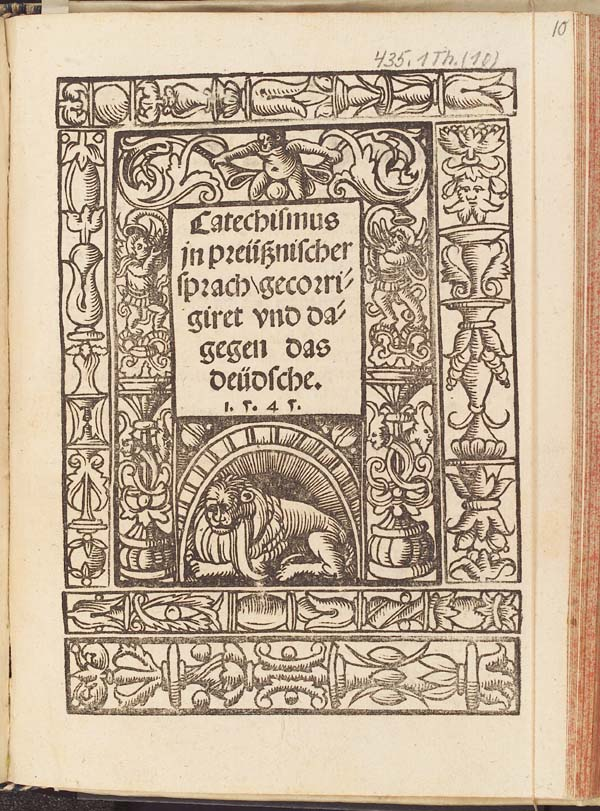
Пруський катехізис XVI століття

Катехізм або катехізис, у релігійній літературі частіше вживається написання катехи́зис та катехи́зм (грец. κατήχησις — повчання, казання) — доступний для всіх підручник з християнської віри, що побудований у вигляді питань-відповідей. Католики, протестанти та православні мають свої особливі катехизми. Вживається також у переносному значенні — основні положення чого-небудь. Так, 1911 року було видано окремою брошурою «Український катехизм», в якому висвітлено основні засади українського національного руху.

## Конфесійні катехизми
Власне історія катехизму починається з катехизмів конфесій. З майже величезної кількості катехизмів, які використовувалися в різних християнських церквах з часів Реформації, тут згадуються лише так звані головні катехизми, які набули виняткового значення для окремих конфесій протягом тривалого часу і за межами національних кордонів.

### Лютеранські катехізиси
- Великий катехізис Мартіна Лютера під назвою «Deudsch Catechismus» (Віттенберг 1529) — для навчання дітей і простих людей — складається з п'яти основних частин у формі викладу доктрини: Декалог, Символ віри, Молитва Господня, Хрещення і Вечеря Господня (зі сповіддю).
- Малий катехізис Мартіна Лютера під назвою «Енхірідіон». Малий катехізис для звичайного пастора і проповідника (Віттенберг 1529) також містить 44 ненумеровані запитання і відповіді на п'ять основних частин: Декалог, Символ віри, Отче наш, Таїнство Хрещення зі сповіддю і Таїнство Вівтаря.

### Реформатські катехізиси
- Великий і Малий Вестмінстерські катехізиси є важливими конфесійними творами пресвітеріанських церков. Вони були опубліковані в XVII столітті Вестмінстерським синодом. Великий Катехизм містить 196, а Малий 107 запитань і відповідей.
- Другий «Женевський катехизм» Жана Кальвіна під назвою «Le catéchisme de l'Église de Genève» (Женева, 1542) — для вчителів і дорослих — у формі 373 запитань і відповідей розглядає наступні теми: Символ віри, Декалог, Отче наш і Таїнства.
- Гайдельберзький катехизм «Catechismus Oder Christlicher Vnderricht wie der in Kirchen vnd Schulen der Churfürstlichen Pfaltz getriebent» (Гайдельберг 1563), призначений для душпастирів і вчителів, складається зі 128, пізніше 129 ненумерованих запитань і відповідей і має потрійний поділ:
  - 1. «Про людські страждання» з подвійною заповіддю любові
  - 2. «Про відкуплення людини» з Символом і Таїнствами
  - 3. «Про вдячність» з Декалогом і молитвою «Отче наш».

### Англіканський катехізис
- Церковний катехізис (1553, переглянутий 1572) Англіканської церкви під назвою «Катехизм, тобто Настанова, яку має вивчити кожна людина перед тим, як її приведе єпископ для затвердження» (A Catechism that is to say an Instruction to be learned of every person before he be brought to be confirmed by the Bishop), що містить 25 непронумерованих запитань, а також відповіді на них і розпорядження[3].

### Римо-католицькі катехізиси
- 1554, Катехизм Канізія: латинською мовою, призначений для студентів; німецька версія призначена для широкої громадськості та дітей.
- 1566, Римський катехизм[en], також відомий як «Катехизм Тридентського собору», призначений для духовенства з метою просвіти народу. Передмова Карло Борромео є справжнім трактатом про катехизацію.
- 1597, Катехизм Беларміна, латинською мовою або скорочений виклад християнської доктрини.
- 2-а половина XVII століття, катехизм Боссюе.
- 1904, Acerbo nimis, енцикліка Пія X про викладання християнської доктрини.
- 1906, Катехизм святого Пія Х[en], виданий римською владою і поширений переважно в Італії, але також по всій Католицькій Церкві у відповідь на модерністську кризу.
- 1992, Катехизм Католицької Церкви (ККЦ), виданий Ватиканом.
- 2005, Компендіум ККЦ, написаний за Івана Павла II кардиналом Ратцінгером і оприлюднений Бенедиктом XVI одразу після його інтронізації.

### Греко-католицькі катехізиси
- Катехизм Української Греко-Католицької Церкви «Христос — Наша Пасха» (2011)

### Православні катехізиси
- Православне сповідування віри (1640)

## Термін
Є дві головні проблеми вибору терміна в українській мові. Перша з них — передача кореня слова (існують варіанти катехі-, катихи- та катехи-). Аналізуючи це питання, львівські мовознавці Олександра Захарків і Зоряна Куньч дійшли висновку, що оптимальним є варіант катехи-.
Друга проблема — питання вибору суфікса. Вживають варіанти -изм, -исм, -зис, -ізис, -изіс, -исіс, -из, проте не всі вони підходять за змістом. Наприклад, термін «катехизис» вживається для означення і «книги-підручника», і самої «науки» та «навчання», термін «катехизм» означає тільки «книгу-підручник» (і в переносному значенні «науку»), а поняття «наука» і «навчання» передаються терміном «катехиза», який є більш адаптованим варіантом того ж катехизису. Слід зауважити, що, крім традицій вживання, терміни «катехизис» і «катехизм» не мають жодного елементу доктринально-семантичних розбіжностей між собою. Всі інші терміни, які походять від того ж кореня, є або калькою, або адаптацією відповідних грецьких форм, і всі вони вживані у православних і в греко-католицьких виданнях.
Різниця в термінології виникла як наслідок запозичення терміна з різних джерел. Таким чином «катехизис» взято безпосередньо з грецької мови, а «катехизм» — з латинської. Відповідно їх вживання також збігається з поділом церкви на грецький та латинський обряди: варіант «катехизис» типовий для православних, а «катехизм» — для католицьких шкіл українського християнства.
Катехіт (катехит) — це слово походить від терміна «катехізис», використовується для позначення особи вчителя, котрий викладає «катехізис».